# Karel Valois-Angoulême
Karel Valois-Angoulême (28. dubna 1573, Dauphiné – 24. září 1650, Paříž) byl francouzský královský bastard, hrabě z Auvergne, vévoda z Angoulême a autor pamětí.

## Život
Karel z Valois se narodil jako nemanželský syn francouzského krále Karla IX. a Marie Touchetové na zámku de Fayet v Dauphiné. Jeho otec zemřel následujícího roku a Karel byl svěřen do péče jeho nástupce Jindřicha III. Jeho matka se pak provdala za Françoise de Balzaca, markýze d'Entragues. Jedna z jejích dcer se jmenovala Kateřina Henrietta a později se stala milenkou krále Jindřicha IV.
Karel z Valois byl pečlivě vzděláván a byl předurčený stát se maltézským rytířem. V šestnácti letech dosáhl jedné z nejvyšších hodností řádu a stal se převorem. Krátce poté se stal vlastníkem velkých statků, které po sobě zanechala jeho babička, Kateřina Medicejská, mezi statky bylo hrabství Auvergne.
V roce 1589 byl zavražděn Karlův strýc Jindřich III., na své smrtelné posteli však král Karla doporučil svému nástupci Jindřichovi IV. Vztah krále a Madame de Verneuil, Karlovy nevlastní sestry, jej velmi znepokojil a v roce 1601 se zapojil do spiknutí savojského vévody, vévody de Biron a pána z Turenne; jedním z cílů bylo přinutit Jindřicha, aby zapudil svou manželku a oženil se s markýzou de Verneuil. Spiknutí bylo odhaleno, Biron a Turenne byli uvězněni a Biron popraven. Karel byl propuštěn po několika měsících vězení, hlavně díky vlivu své nevlastní sestry, jeho tety, vévodkyně z Angoulême a jeho tchána.
Poté vstoupil do nových intrik u dvora španělského krále Filipa III., jednajíc ve shodě s madame de Verneuil a jejím otcem d'Entraguesem. V roce 1604 byli s d'Entraguesem uvězněni a odsouzeni k smrti; markýza byla odsouzena k věčnému uvěznění v klášteře. Snadno totiž získala milost a rozsudek smrti proti ostatním dvěma byl změněn na věčné vězení. Karel zůstal v Bastile jedenáct let, od roku 1605 do roku 1616. Dekret parlamentu (1606), získaný Markétou z Valois, ho připravil o téměř veškerý jeho majetek, včetně Auvergne, ačkoli si stále udržel titul. V roce 1616 byl propuštěn, bylo mu vráceno postavení u dvora a byl vyslán proti jednomu z neloajálních šlechticů, vévodovi z Longueville, který zabral Péronne. Následující rok velel silám shromážděným v Île-de-France a dosáhl několika úspěchů.
V roce 1619 obdržel závětí, ratifikovanou v roce 1620 královským grantem, vévodství Angoulême. Brzy poté byl zaměstnán důležitým jednáním ve Svaté říši římské, jehož výsledkem byla Ulmská smlouva, podepsaná v červenci 1620. V roce 1627 velel velkým silám shromážděným při obléhání La Rochelle; během třicetileté války byl generálem francouzské armády v Lotrinsku. V roce 1636 se stal generálporučíkem armády. Krátce po smrti kardinála Richelieu zřejmě odešel v roce 1643 z veřejného života.
Vévoda byl autorem několika prací:
1. Mémoires (Paměti), od vraždy Jindřicha III. do bitva u Arques (1589–1593)
2. Les Harangues, prononcées en assemblée de MM. les princes protestants d'Allemagne, par Monseigneur le duc d' Angoulême (1620)
3. překlad španělské práce Diega de Torres

Bylo mu také připisováno dílo La générale et fidèle Relation de tout ce qui s'est passé en l'Isle de Ré, envoyée par le Roy à la Royne sa mère (1627)
Karel Valois-Angoulême zemřel 24. září 1650 ve věku 77 let.

## Manželství a potomci
V roce 1591 získal výjimku ze slibů maltézského řádu a oženil se se Šarlotou z Montmorency, dcerou maršála Jindřicha, pozdějšího vévody z Montmorency, a jeho první manželky. Měli spolu tři děti:
- Jindřich z Angoulême
- Ludvík Emanuel Angoulême
- František z Angoulême

Jeho první manželka zemřela v roce 1636 a on se v roce 1644 znovu oženil s Františkou z Narbonne, dcerou Karla, barona z Mareuil. S druhou manželkou neměl žádné děti, ona jej přežila a zemřela v roce 1713.